# Riccardo Lombardi
 (mars 2024).
Riccardo Lombardi, né le 28 mars 1908 à Naples (Italie) et décédé le 14 décembre 1979 à Rocca di Papa (Italie) est un prêtre jésuite italien, prédicateur (surnommé le micro de Dieu) et écrivain spirituel. Rédacteur à la La Civiltà Cattolica, il est le fondateur du Mouvement pour un monde meilleur (1952).

## Biographie

### Jeunesse et formation
Né le 28 mars 1908 à Naples d'une famille piémontaise, le jeune Riccardo s'éloigne de la foi catholique lors de ses études de Droit à Rome, qu'il recouvre cependant lors de l'exposition missionnaire de l'année jubilaire 1925. Il est admis dans la Compagnie de Jésus le 24 mars 1926 et fait son noviciat à Ariccia, près de Rome. Après ses études réalisées à l'université grégorienne: il y obtient un double doctorat de philosophie et de théologie. Le 25 juillet 1936 Riccardo Lombardi est ordonné prêtre[réf. souhaitée].
En 1938, alors qu'il effectue son Troisième An, un premier contact occasionnel avec des étudiants et des professeurs de l'université de Padoue détermine l'orientation de son futur apostolat : le monde intellectuel italien[réf. souhaitée].

### Apostolat intellectuel
Ainsi, l’année suivante (1939) il rejoint l'équipe de la revue La Civiltà Cattolica (dont il devient rapidement un des principaux rédacteurs), et, après la Seconde Guerre mondiale, commence à donner des conférences dans des lieux publics tels que des théâtres. Son succès l'oblige à chercher des collaborateurs, à sortir sur les places et à parler à la radio. On[Qui ?] l'appelle « le micro de Dieu ». Les conversions d'intellectuels sont nombreuses[réf. souhaitée].
Après la guerre, l’Italie est à reconstruire. Lombardi estime que cela n’est possible que par une profonde réforme chrétienne de la société, sollicitant la coopération de tous ses secteurs. En 1947, il lance la « mobilisation générale » des catholiques italiens et, en 1948, il prêche à Milan la « croisade de la bonté », qu'il répète à Rome en préparation de l'Année sainte 1950. Pie XII propose au diocèse de Rome de commencer la réforme[réf. souhaitée]. 

### Le Mouvement pour un Monde Meilleur
Son engagement religieux est teinté d'engagement politique. Malgré les réserves de ses Supérieurs religieux il est à l'origine de la fondation du Mouvement pour un monde meilleur (10 février 1952) qui milite pour la restauration d'un état chrétien intégral basé sur l'amour. Cependant il a le soutien du pape Pie XII dont il est le porte-parole dans sa lutte contre le communisme. À partir de 1956, le siège du mouvement est établi à Rocca di Papa dans un bâtiment offert par Pie XII[réf. souhaitée].
Le mouvement connait une extension rapide dans plus de soixante pays d'Europe, d'Amérique (en particulier d'Amérique latine), d'Afrique et d'Asie. Lombardi s'adresse aux laïcs catholiques engagés, aux hommes politiques et aux évêques. Jusqu'en 1962, il présente son projet à des centaines d'évêques, par le biais d’exercices spirituels pour un monde meilleur[réf. souhaitée]. 

### Sous le pontificat deJeanXXIII
Cependant, avec l’élection du pape Jean XXIII (1958) ses relations avec le Saint-Siège changent. Son programme de réforme de l'Église par l'amour ne passe pas : son livre Concilio ; Per una riforma nella carita publié en décembre 1961 (peu avant l’ouverture du concile Vatican II) est mal reçu[réf. souhaitée]. 

### Après le Concile
Le père Lombardi ne participera pas activement au concile Vatican II même s'il en suit les débats et y garde une influence par le biais de La Civiltà Cattolica. A la fin du concile le pape Paul VI demande à la Compagnie de Jésus de prendre le contrôle de son mouvement (1965), ce qui est perçu comme un désaveu. Le siège du MMM à Rocca di Papa devient un Centre international de spiritualité postconciliaire, une spiritualité centrée sur l'ascèse du dialogue à tous les niveaux. À partir de cette date Lombardi se fait plus discret et consacre son temps à la prédication et aux conférences internationales[réf. souhaitée].
À partir de 1976 le père Lombardi vit dans la retraite étant atteint d’une maladie débilitante. Il meurt à Rocca di Papa le 14 décembre 1979. Quelques mois avant sa mort, il eut la joie d'être reçu en audience privée par Jean-Paul II. Ce fut encore l'occasion de lui proposer un grand concile de toutes les religions[réf. souhaitée]. 

## Écrits
Lombardi écrivit une trentaine de livres, traduits dans de nombreuses langues, dont le coréen et le japonais. Ils eurent un grand succès qui s’explique sans doute par les circonstances d’après-guerre. Son style était clair et incisif, au ton prophétique oratoire. Lombardi est moins écrivain qu’orateur. Aujourd'hui encore, une évaluation globale est prématurée, mais son travail à travers le Mouvement pour un Monde Meilleur se poursuit et progresse sans publicité[réf. souhaitée].
Ses écrits plus importants sont[réf. souhaitée] :
- (it) La salvezza di chi non ha fede, (thèse de doctorat, 1938). Publiée en 1943 (réimpression en 1949 et 1959).
- (it) La dottrina marxista (Esposizione e Discussione), Rome, La Civiltà Cattolica, 1947.
- (it) La storia e il suo protagonista, Rome, La Civiltà Cattolica, 1949.
- (it) Per un Mondo Nuovo, Rome, 1951. Traduit en sept langues.
- (it) Orientamenti fondamentali, Rome, 1951. (conférences radiophoniques)
- (it) Concilio: per una riforma nella carità, Rome, 1961. Fut retiré de la circulation à la demande du Saint-Siège.
- (it) Per un Postconcilio efficace, 1965.
- (it) Per vivere il Concilio, Milan, 1968.
- (it) Terremoto nella Chiesa ?, Turin, Gribaudi, 1969.
- (it) La Chiesa della speranza, 1973.
- (it) Chiesa e Regno di Dio, Brescia, Morcelliana, 1976. Proposition d'une rencontre mondiale de toutes les religions.